# Matvej Safonov
Matvej Jevgenjevitj Safonov (ryska: Матвей Евгеньевич Сафонов), född 25 februari 1999 i Stavropol, är en rysk fotbollsspelare som spelar för Paris Saint-Germain. Han representerar även Rysslands fotbollslandslag.